# Promachus texanus
Promachus texanus är en tvåvingeart som beskrevs av Stanley Willard Bromley 1934. Promachus texanus ingår i släktet Promachus och familjen rovflugor. Inga underarter finns listade i Catalogue of Life.